# Trogulidae
Trogulidae – rodzina pajęczaków z rzędu kosarzy i podrzędu Dyspnoi zawierająca około 45 opisanych gatunków.

## Opis
Przedstawiciele tej rodziny żyją w głębszych warstwach ściółki. Posiadają krótkie odnóża, a ich ciała długości 2 do 22 mm są pokryte grudkami gleby, co stanowi ochronę przed drapieżnikami. Większość rodzajów posiada spłaszczone ciało o skórzastej fakturze. Osobniki dorosłe posiadają niewielki kapturek, pod którym ukryte są ich krótkie szczękoczułki i nogogłaszczki.

## Występowanie
Kosarze te występują w Europie, zachodniej części Afryki Północnej, na Bliskim Wschodzie, Kaukazie i w północnym Iranie. Jeden z gatunków, odżywiający się ślimakami podłaz deskowaty (Trogulus tricarinatus), zawleczony został do Ameryki Północnej.

## Systematyka
Rodzina liczy ponad 40 gatunków, z czego w Polsce wykazano cztery gatunki (oznaczone pogrubieniem):
Rodzaj: Trogulus Latreille, 1802 – podłaz
- Trogulus albicerus Sørensen, 1873
- Trogulus aquaticus Simon, 1879
- Trogulus banaticus Avram, 1971
- Trogulus cisalpinus Chemini et Martens, 1988
- Trogulus closanicus Avram, 1971
- Trogulus coriziformis C.L. Koch, w Hahn et C .L. Koch 1839
- Trogulus falcipenis Komposch, 1999
- Trogulus galasensis Avram, 1971
- Trogulus graecus Dahl, 1903
- Trogulus gypseus Simon, 1879
- † Trogulus longipes Haupt, 1956
- Trogulus lusitanicus Giltay, 1932
- Trogulus martensi Chemini, 1983
- Trogulus nepaeformis (Scopoli, 1763)
- Trogulus roeweri Avram, 1971
- Trogulus salfi Lerma, 1949
- Trogulus setosissmus Roewer, 1940
- Trogulus sinuosus Sørensen, 1873
- Trogulus squamatus C.L. Koch, w Hahn et C.L. Koch 1839
- Trogulus tingiformis C.L. Koch, w Hahn et C.L. Koch 1839
- Trogulus torosus Simon, 1885
- Trogulus tricarinatus (Linnaeus, 1758) – podłaz deskowaty

- Trogulus tricarinatus tricariantus Linnaeus, 1758
- Trogulus tricariantus hirtus Dahl, 1903

- Trogulus uncinatus Gruber, 1973

Rodzaj: Anelasmocephalus Simon, 1879
- Anelasmocephalus balearicus Martens et Chemini, 1988
- Anelasmocephalus bicarinatus Simon, 1879
- Anelasmocephalus brignolii Martens et Chemini, 1988
- Anelasmocephalus calcaneatus Martens et Chemini, 1988
- Anelasmocephalus cambridgei (Westwood, 1874)
- Anelasmocephalus crassipes (Lucas, 1847)
- Anelasmocephalus hadzii Martens, 1978
- Anelasmocephalus lycosinus (Sørensen, 1873)
- Anelasmocephalus oblongus (Sørensen, 1873)
- Anelasmocephalus osellai Martens et Chemini, 1988
- Anelasmocephalus pusillus Simon, 1879
- Anelasmocephalus pyrenaicus Martens, 1978
- Anelasmocephalus rufitarsis Simon, 1879
- Anelasmocephalus tenuiglandis Martens et Chemini, 1988
- Anelasmocephalus tuscus Martens et Chemini, 1988

Rodzaj: Calathocratus Simon, 1879
- Calathocratus africanus (Lucas, 1847)

Rodzaj: Trogulocratus Roewer, 1940
- Trogulocratus intermedius Roewer, 1940
- Trogulocratus rhodiensis Gruber, 1963
- Trogulocratus tunetanus Roewer, 1950

Rodzaj: Konfiniotis Roewer, 1940
- Konfiniotis creticus Roewer, 1940

Rodzaj: Anarthrotarsus Silhavý, 1967
- Anarthrotarsus martensi Silhavý, 1967

Rodzaj: Platybessobius Roewer, 1940
- Platybessobius singularis Roewer, 1940
- Platybessobius caucasicus Silhavý, 1966